# Poppy Delevingne
Pour les articles homonymes, voir Delevingne.
Poppy Angela Delevingne est une mondaine (socialite), mannequin et actrice britannique, née à Londres le 3 mai 1986.

## Biographie
Elle est la petite-fille de Jocelyn Stevens, ancien chef de l’English Heritage (organisme public indépendant chargé de la gestion du patrimoine historique d’Angleterre), ainsi qu'ex-directeur général du London Evening Standard et du Daily Express. Elle est la fille de Pandora Delevingne, personal shopper au magasin Selfridges et de Charles Delevingne, promoteur immobilier.
Elle a deux sœurs, Chloé et Cara, cette dernière, également mannequin, est célèbre dans le monde de la mode et du cinéma.
Elle grandit dans une maison cossue de Belgravia, dans le quartier de Westminster à Londres et étudie à Bedales School. Elle est issue d'un milieu privilégié.

### Vie privée
Poppy est la muse et amie du styliste Matthew Williamson.
Elle se marie à l'ancien mannequin James Cook le 16 mai 2014. Le couple est séparé depuis 2022.
De 2022 à 2023, elle est en couple avec le prince Constantin Alexios de Grèce.
Depuis 2024, elle est en couple avec Archie Keswick, le couple attend un enfant.

## Carrière

### Mannequinat
Elle est découverte par la fondatrice de l'agence de mannequinat Storm, Sarah Doukas. À seize ans, elle effectue ses premières photographies pour les magazines. Elle travaille pour des marques comme Shiatzy Chen, Laura Ashley, Anya Hindmarch, Paige Adams, Mango, Albert Ferretti, et Burberry.
Elle défile également pour notamment Julien MacDonald, et pose pour des photographes tels que Terry Richardson. Repérée par le designer Marc Jacobs, elle devient l'égérie publicitaire de la marque Louis Vuitton. Elle est également l'image de la marque Chanel.

### Actrice
Elle obtient son premier rôle au cinéma en 2009 dans Good Morning England de Richard Curtis, où elle tient un rôle de figuration.
En 2014, elle fait son retour avec de nouveau un petit rôle dans Broadway Therapy de Peter Bogdanovich. L'année suivante, elle débute à la télévision dans les séries The Royals et I Live with Models.
En 2016, elle joue une hôtesse de l'air dans Elvis and Nixon. L'année d'après, elle incarne Ygraine dans le film de Guy Ritchie Le Roi Arthur : La Légende d'Excalibur aux côtés d'Eric Bana, Charlie Hunnam, etc. Elle tourne dans le second volet de Kingsman, intitulé Kingsman : Le Cercle d'or.
En 2018, elle tourne dans la seconde saison de Genius avec Antonio Banderas et Clémence Poésy. Elle y incarne Marie-Thérèse Walter, la compagne de Pablo Picasso. L'année suivante, elle obtient un rôle secondaire dans Riviera, jusqu'en 2020.

## Filmographie

### Cinéma

#### Longs métrages
- 2009 : Good Morning England (The Boat That Rocked) de Richard Curtis : Un top-model
- 2014 : Broadway Therapy (She’s Funny That Way) de Peter Bogdanovich : L'hôte de Macy
- 2016 : Elvis and Nixon de Liza Johnson : Une hôtesse de l'air
- 2016 : Absolutely Fabulous, le film (Absolutely Fabulous : The Movie) de Mandie Fletcher : Un top-model
- 2017 : Le Roi Arthur : La Légende d'Excalibur (King Arthur : Legend of the Sword) de Guy Ritchie : Ygraine
- 2017 : Kingsman : Le Cercle d'or (Kingsman : The Golden Circle) de Matthew Vaughn : Clara von Gluckfberg
- 2018 : The Aspern Papers de Julien Landais :
- 2019 : Bittersweet Symphony de Jamie Adams :
- 2020 : Spy Intervention de Drew Mylrea : Pam

#### Court métrage
- 2009 : Perfect de Chris Obi : Liberty

### Télévision

#### Séries télévisées
- 2015 : The Royals : Tiara
- 2015 : I Live with Models : Sophie
- 2018 : Genius : Marie-Thérèse Walter
- 2019 - 2020 : Riviera : Daphne Eltham